# Клейтон, Гордон (футболист, 1936)
Го́рдон Кле́йтон (англ. Gordon Clayton; 3 ноября 1936 — 29 сентября 1991) — английский футболист, вратарь.

## Биография
Уроженец Уэнзбери, Стаффордшир (в настоящее время —  графство Уэст-Мидлендс), Гордон начал футбольную карьеру в академии «Манчестер Юнайтед». Был другом известного «малыша Басби» Дункана Эдвардса, с которым играл за школьные любительские команды, а затем и за молодёжную команду «Манчестер Юнайтед». В июне 1952 года подписал любительский контракт с клубом, а в ноябре 1953 года — профессиональный контракт. 4 мая 1953 года Клейтон вместе с другими известными «малышами Басби» (Дунканом Эдвардсом, Билли Уиланом, Дэвидом Пеггом и другими) выиграл первый в истории Молодёжный кубок Англии, обыграв в финальном матче «Вулверхэмптон Уондерерс». Клейтон долгое время играл за резервную команду клуба, дебютировав за основной состав только 16 марта 1957 года в матче Первого дивизиона против «Вулверхэмптон Уондерерс» на стадионе «Молинью», который завершился вничью со счётом 1:1. 29 апреля 1957 года провёл свой второй (и последний матч) за «Манчестер Юнайтед»: это была игра заключительного тура Первого дивизиона против «Вест Бромвич Альбион» на стадионе «Олд Траффорд», которая также завершилась со счётом 1:1. В феврале 1958 года из-за травмы не полетел с командой в Белград на матч Кубка европейских чемпионов, по возвращении из которого в авиакатастрофе погибли многие товарищи Клейтона, включая Дункана Эдвардса. Клейтон был на похоронах своих товарищей и нёс один из гробов.
В ноябре 1959 года перешёл в клуб Третьего дивизиона «Транмир Роверс» за 4000 фунтов. За два сезона в составе «супербелых» сыграл 4 матча в рамках лиги.
Позднее вернулся на «Олд Траффорд» в качестве скаута, работая в штабе главного тренера Уилфа Макгиннесса. Впоследствии работал на различных тренерских и скаутских должностях в других английских клубах. Последним его местом работы стал клуб «Нортуич Виктория», где Клейтон был ассистентом главного тренера с августа 1991 года. Однако уже 29 сентября 1991 года он скончался после сердечного приступа в возрасте 54 лет.

## Статистика выступлений
| Клуб              | Сезон            | Лига | Лига | Кубок | Кубок | Итого | Итого |
| Клуб              | Сезон            | Игры | Голы | Игры  | Голы  | Игры  | Голы  |
| ----------------- | ---------------- | ---- | ---- | ----- | ----- | ----- | ----- |
| Манчестер Юнайтед | 1956/57          | 2    | 0    | 0     | 0     | 2     | 0     |
| Манчестер Юнайтед | Итого            | 2    | 0    | 0     | 0     | 2     | 0     |
| Транмир Роверс    | 1959/60          | 1    | 0    | 0     | 0     | 1     | 0     |
| Транмир Роверс    | 1960/61          | 3    | 0    | 0     | 0     | 3     | 0     |
| Транмир Роверс    | Итого            | 4    | 0    | 0     | 0     | 4     | 0     |
| Всего за карьеру  | Всего за карьеру | 6    | 0    | 0     | 0     | 6     | 0     |